# Freedom (Zeitschrift)
Freedom ist eine englischsprachige anarchistische Zeitschrift, die vom Verlag Freedom Press in London herausgegeben wird. Die Zeitschrift erschien erstmals 1886 als Nachfolgerin der Zeitschrift The Anarchist und wurde von einer Gruppe um Charlotte Wilson und Peter Kropotkin herausgegeben.

## Geschichte
Der Herausgeber eines früheren, ähnlich ausgerichteten Blattes, The Anarchist, verstand sich als individualistischer Anarchist und öffnete seine Zeitung auch Autoren, die zum kommunistischen Anarchismus Artikel verfassten wie Charlotte Wilson und George Bernard Shaw. Dabei führten 1886 die Artikel von Peter Kropotkin zu einem Konflikt der Gruppe mit dem Herausgeber, der die Zeitschrift daraufhin einstellte. 
Die daraufhin neugegründete Zeitschrift Freedom nahm einen kommunistisch-anarchistischen Standpunkt ein und änderte 1889 ihren Untertitel von A Journal of Anarchist Socialism in A Journal of Anarchist Communism.
1895 wurde die Herausgabe der Zeitschrift von Albert Marsh übernommen und 1898 konnte Freedom die Druckerei von Neffen des Künstlers Dante Gabriel Rossetti übernehmen, die ihre eigene anarchistische Zeitschrift eingestellt hatten. Zu einem ernsten internen Konflikt in der neuen Zeitschrift kam es zwischen den Unterstützern der Alliierten im Ersten Weltkrieg, darunter auch Peter Kropotkin, und den Kriegsgegnern. Den Höhepunkt des Konflikts bildete der Nachdruck des Manifests der Sechzehn 1916 in der Zeitschrift Freedom. Nach 1928 erschien die Zeitschrift eine Zeit lang nur noch unregelmäßig, da die Zahl der Teilnehmer an der anarchistischen Bewegung in England stark zurückging. Während des Zweiten Weltkriegs wurde die Herausgabe der Zeitschrift wegen antimilitaristischer Standpunkte von der Polizei behindert und einige Autoren verhaftet.
Nach einem Neudesign im Januar 2008, erscheint die Zeitschrift heute zweiwöchentlich und 16-seitig.
2014 wurde die gedruckte Ausgabe eingestellt. Freedom wird seitdem nur noch online veröffentlicht.

### Gleichnamige Zeitschriftentitel
- Freedom. A Journal of Anarchist News and Opinion. New York (1933–?)